# Хойновский, Людомир-Флавиан Людомирович
Хойно́вский (Chojnowski) Людоми́р-Флавиа́н Людоми́рович (13 февраля 1880 — 27 декабря 1915) — польский и российский архитектор, представитель модерна.

## Биография

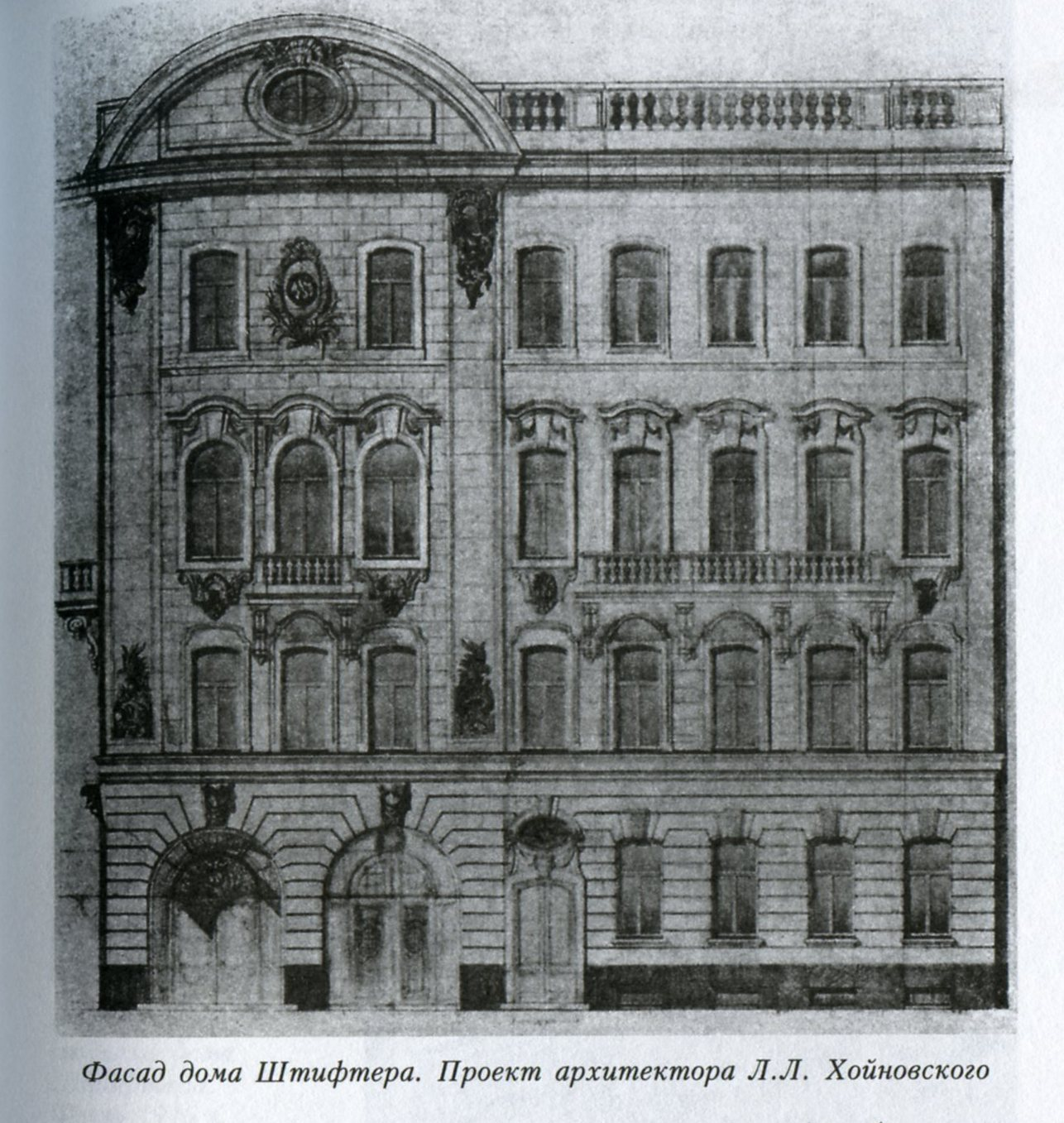
Проект фасада особняка Штифтера, выполненный Л. Л. Хойновским.

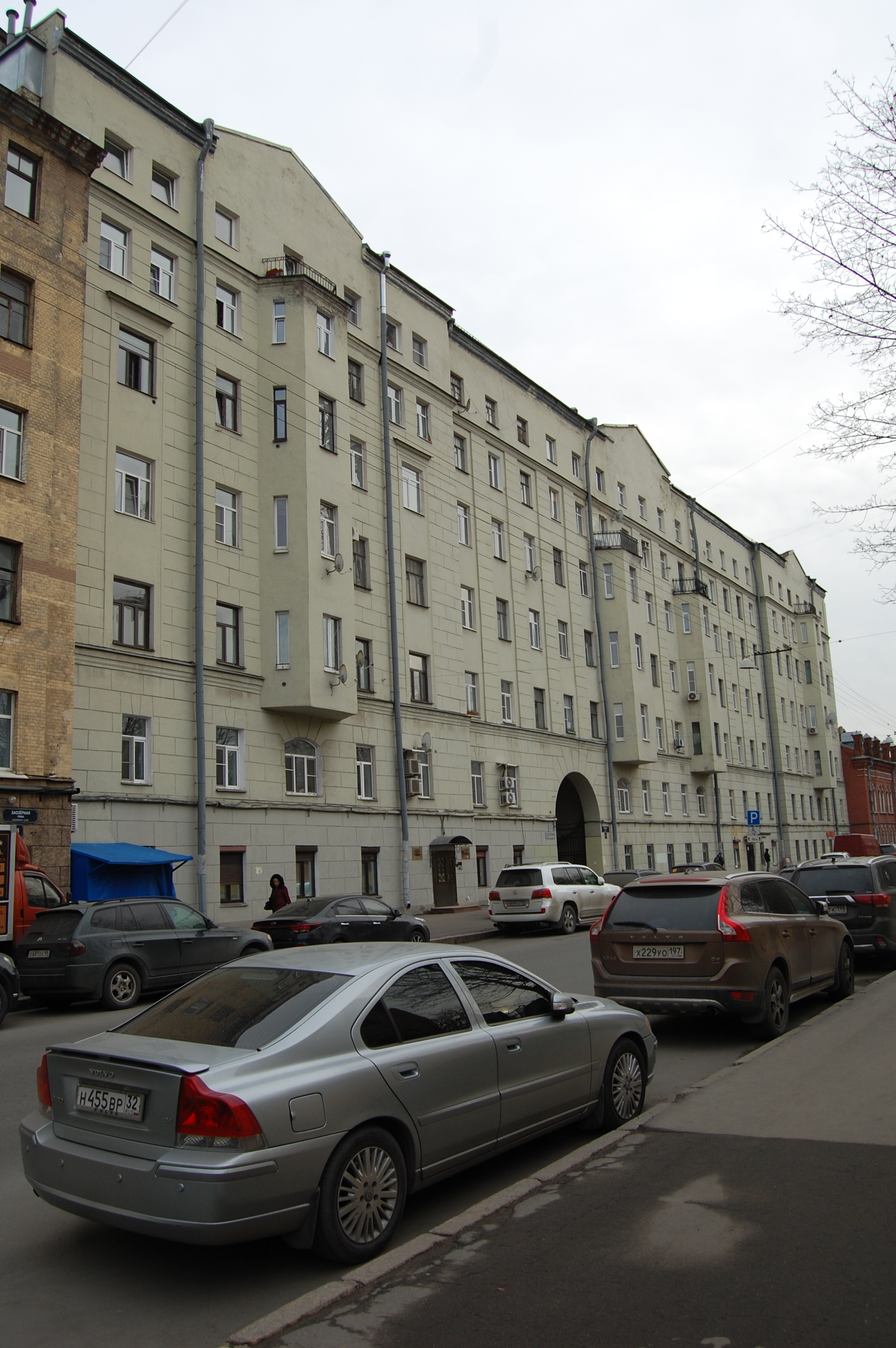
Доходный дом на ул. Заозёрная.

Окончил Высшее художественное училище при Императорской Академии художеств (1899—1909) в звании художника-архитектора, выпускной проект — «Курзал на Минеральных Водах».
Принимал активное участие в создании и деятельности «Кружка архитекторов (Koło Architektów)» — петербургского объединения польских архитекторов. 
В архивах сохранился ряд проектов архитектора Хойновского, а также зарисовки памятников старины Царства Польского, сделанные им в 1903 году.
Покончил жизнь самоубийством — застрелился в Павловском парке. Похоронен в Царском Селе, в костеле у Александровского дворца.

## Постройки
- Участие в проектировании доходного дома В. Н. Хренникова в Екатеринославе, 1910—1913, совместно с П. П. Фетисовым и др.
- Доходный дом на Заозёрной ул., 8 в Санкт-Петербурге. 1911—1912.
- Особняк для жены банкира М. В. Штифтера на Моховой улице, 15 в Санкт-Петербурге (ныне Санкт-Петербургский Дом национальностей). 1913—1914. Хойновским были разработаны не только фасад, но и оригинальные интерьеры особняка. Стиль модерн[3]. Особняк с интерьерами, выполненными в разных стилях, рассматривается также как пример «позднего историзма»[4].  памятник архитектуры (местного значения) Объект культурного наследия России[5]

#### Дом В. Н. Хренникова в Днепре

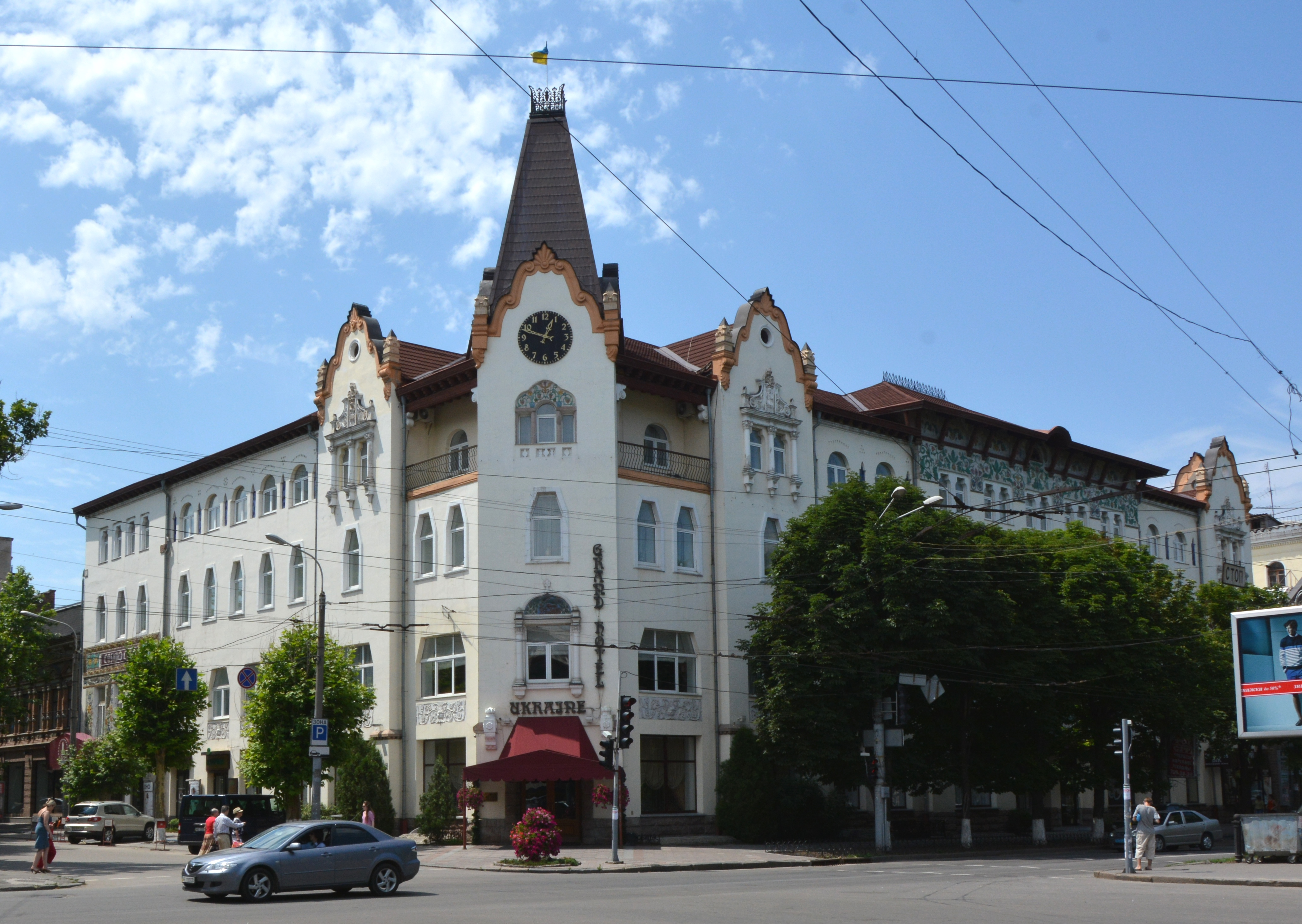
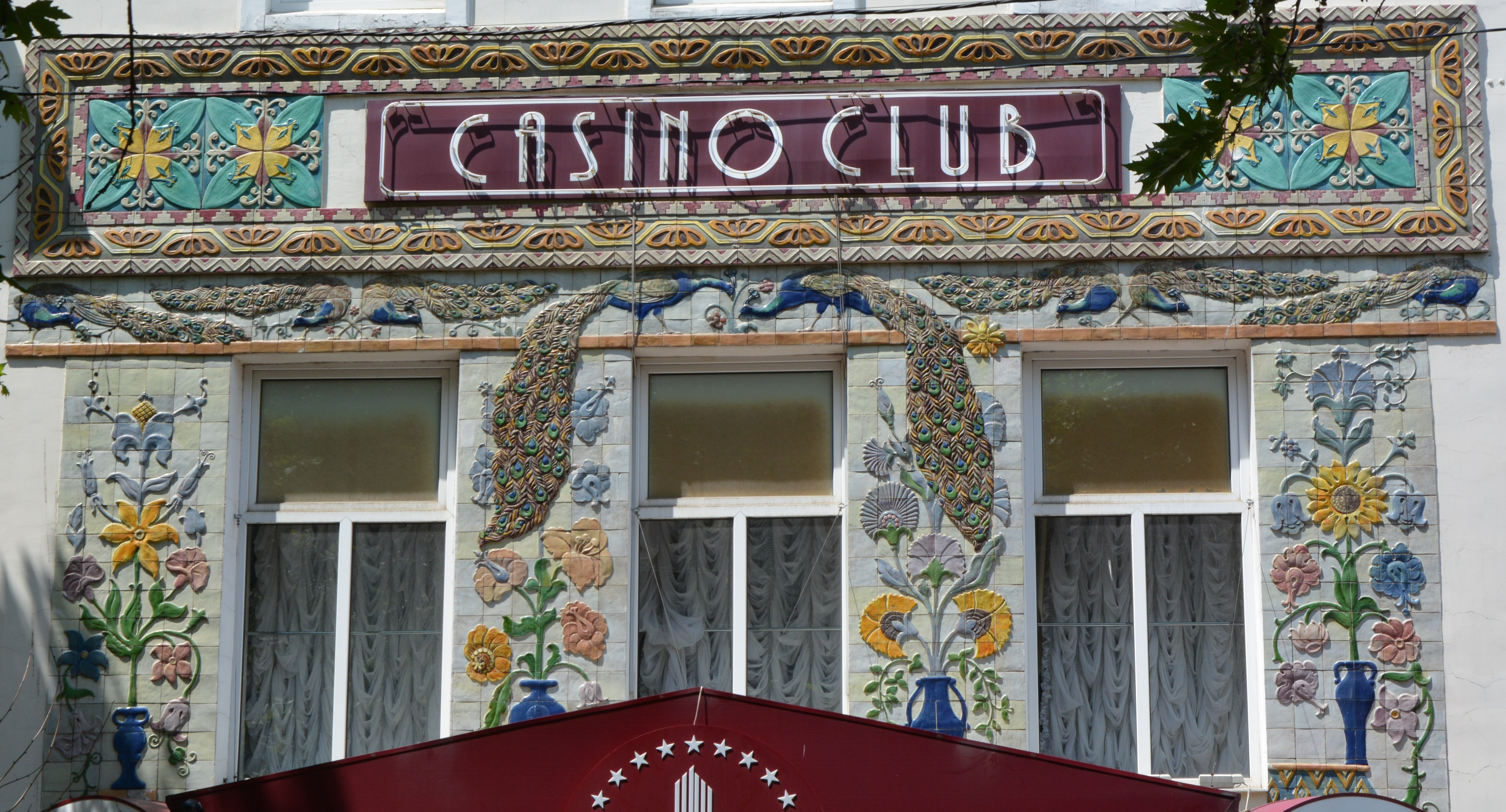
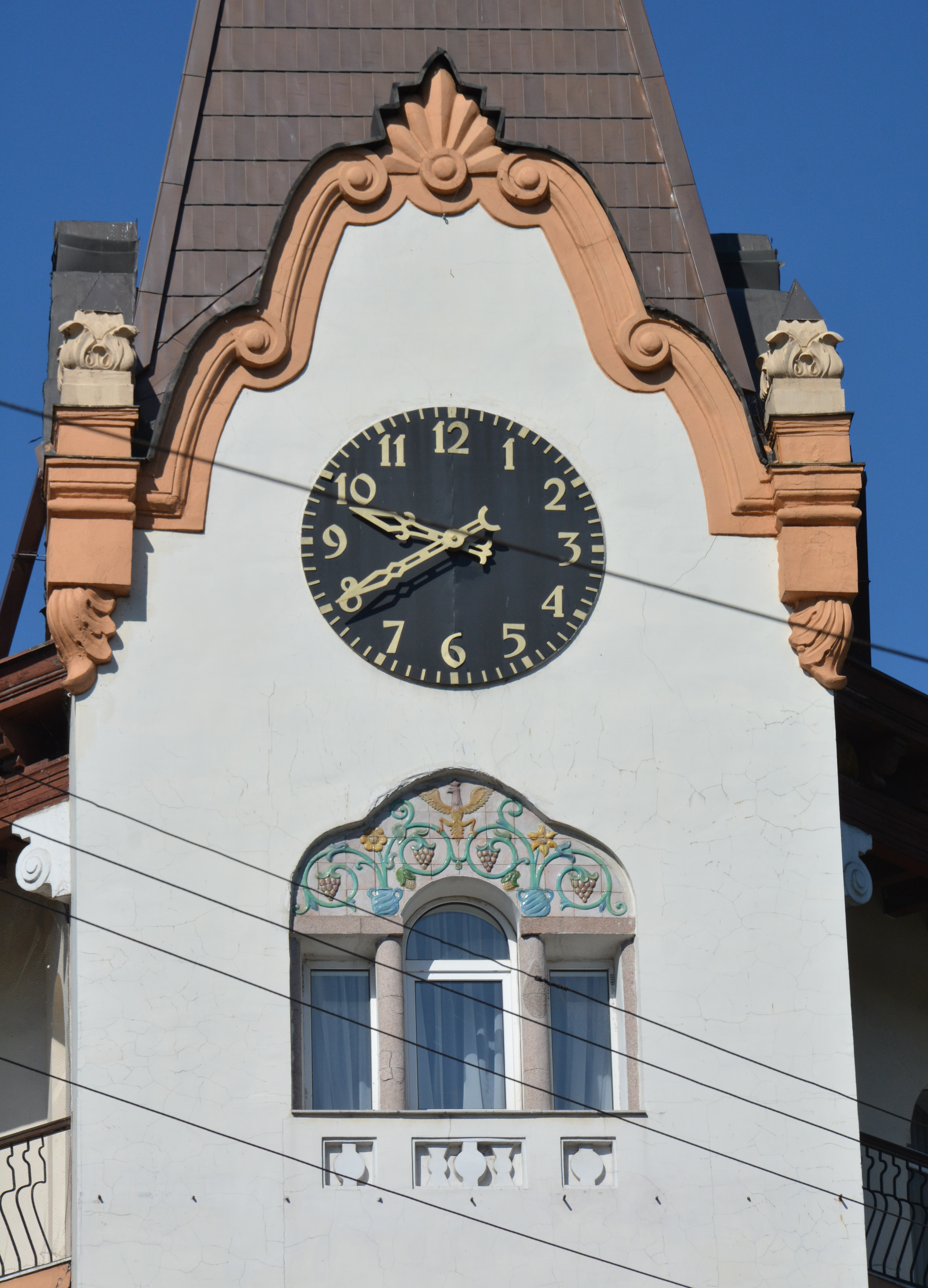

## Галерея

#### Особняк М. В. Штифтера в Санкт-Петербурге
|  |  |  |  |  |  |
|  |  |  |  |  |  |